# Salisburyi János
Salisburyi János (latinul: Johannes Sarisberiens, angolul: John of Salisbury), (Salisbury, 1115/1120 körül – Chartres, 1180. október 25.) angol teológus, diplomata, a Chartres-i egyházmegye püspöke.

## Élete
Azon kívül, hogy angolszász származású és saját magát a parvus azaz kis jelzővel illette, nem sokat lehet tudni életének első szakaszáról. 1136-ban Franciaországba utazott, ahol Pierre Abélardnál tanult dialektikát. Abélard távozása után tanulmányait Alberic és Robert of Melun mellett folytatta. 1138 és 1140 között grammatikával folytatta Conches-i Vilmosnál és retorikával Thierry de Chartres-nál. Szintén ebben az időszakban tanult matematikát, először Hardewin majd Richard l'Éveque mellett. A tanulás költségeit tanítással fedezte. 1140 körül Párizsban tanult teológiát, tanárai Gilbert de la Porrée, Robert Pullus és Simon of Poissy voltak.
1147–1148-tól kezdve tizenkét évet töltött a pápai udvarban és a canterburyi érseki hivatalban először Theobald canterburyi érsek majd Thomas Becket mellett; ezt az időszakot később időfecsérelésnek minősítette. Hivatali ideje alatt sokszor utazott Anglia és Itália között. Jelen volt a reimsi zsinaton, amelyet később Historia Pontificalis című művében írt le. 1159-ben fejezte be két legfontosabb művét, a Policraticus. Az udvaroncok hiábavalóságairól és a filozófusok nyomdokairól címűt, illetve Metalogicon-t.
1163-ban Becket kérésére írta a Vita sancti Anselmi-t, amely Canterburyi Szent Anzelm kanonizációját támasztotta volna alá a tours-i zsinaton. 1164-ben Beckettel együtt franciaországi száműzetésbe ment, ahol a reims-i kolostorban élt. Itt írta Historia Pontificalis című művét, amely a pápai kúria 1148–1152 közötti története. II. Henrik és Becket kiegyezését követően 1170-ben Salisbury-i János is visszatért Angliába, ahol szemtanúja lett Becket meggyilkoltatásának, amelyről 1171-ben egy levélben, majd később Vita Sancti Thomae című munkájában számolt be.
1176-ban a francia király chartes-i püspökké nevezte ki. 1179-ben részt vett a harmadik lateráni zsinaton.
Salisbury-i János írásai kitűnően megvilágítják a 12. századi Nyugat-Európa irodalmi és tudományos álláspontját. Műveiből egy a gyakorlati ügyekben is jártas művelt ember képe rajzolódik ki, aki a józan ész nevében ellenállt a korszak szélsőségeinek.

## Művei magyarul
- Ioannes Saresberiensis: Metalogicon. (ford., bev., jegyz. Adamik Tamás), Szent István Társulat, Budapest, 2003 (Középkori keresztény írók), ISBN 9633614325, 254 p.
- John of Salisbury: Policraticus. Az udvaroncok hiábavalóságairól és a filozófusok nyomdokairól (válogatta, fordította, a bevezető tanulmányt és a jegyzeteket írta: Somfai Anna, társfordító: Banyó Péter), Atlantisz Könyvkiadó, Budapest, 1999 (Mesteriskola), ISBN 963 9165 11 5, 252 p

## Fordítás
- Ez a szócikk részben vagy egészben  a   John of Salisbury című angol Wikipédia-szócikk ezen változatának fordításán alapul.  Az eredeti cikk szerkesztőit annak laptörténete sorolja fel. Ez a jelzés csupán a megfogalmazás eredetét és a szerzői jogokat jelzi, nem szolgál a cikkben szereplő információk forrásmegjelöléseként.